# Galina Sovetnikova
Galina Sovetnikova, född den 14 november 1955 i Pskov i Ryssland, är en sovjetisk roddare.
Hon tog OS-brons i fyra med styrman i samband med de olympiska roddtävlingarna 1980 i Moskva.